# 好想吃什錦麵
，2018年5月30日至2015年8月1日逢星期六（22:00 - 22:44，JST）於日本放送協會播出的週六電視劇，共9集。由菅田將暉主演。

## 劇情概要
昭和40年代初，被故鄉長崎的人期待的天才小提琴手。為成為真正的小提琴家，在初中時到東京開始一人寄宿生活，卻未能考上以音樂專門的高中，而到普通高中上學，令他質疑對自己有沒有拉小提琴的才能。
高二的雅志在私人教師指導下繼續小提琴的練習，但沉迷在與同學樫山和菊田組成樂團活動，令他對辛苦供他讀書的雙親產生罪惡感。有一日，他與朋友參加的樂團比賽，,令其成為與古田政美的命運相遇。
經過一場政治糾紛後，成為大學生的雅志受到各種相遇和挫折。看到樫山和古田的堅持，令他發現自己不想放棄和實現玩音樂的夢想。

## 登場人物
- 佐野 雅志 - 菅田將暉（少年期：大八木凱斗）

為了成為專業小提琴家,背負著雙親和故鄉的期望,而開始東京一人生活的少年。在樂隊中擔任結他手，靈巧且多才多藝的人,令他未能找到自己真正想做的事。
- 古田 政美 - 本郷奏多

高2的時候認識的他校高中退學的學生,擁有良好結他技術的人。平時是不友善的人，但對音樂上的問題絕不妥協,認真地以成為專業結他手為目標。原形為吉田政美。
- 樫山 滿 - 間宮祥太朗

高2時的同學,樂隊中是貝斯手。雖然做事強行，但是不令人討厭。與古田是舊相識,並介紹給雅志認識。
- 菊田 保夫 - 泉澤祐希

高2時的同學,樂隊中是主音。米店老闆的兒子，並招待了缺錢吃飯的雅志。很會照顧人的溫柔性格。
- 岡倉 洋子 - 森川葵

與雅志同班的冷漠系少女。對雅志有點在意。
- 佐野 喜代子 - 西田尚美

雅志的母親。努力維持入不敷出的家計和溫柔地支持家人。
- 佐野 雅人 - 遠藤憲一

雅志的父親。行事大膽，不拘小節的人。但經營生意總以失敗告終，是家人的精神支柱。
- 寺山 朔太郎 - 澤部佑
- 寺山 力也 - 中村倫也
- 寺山 陽造 - 五寶孝一
- 中島 弘道 - 矢本悠馬
- 生沢 巳喜夫 - タモト清嵐
- 榎木 和秋 - 小平大智
- 安川 衛 - 豊原功補
- 三村 英比古 - 岡田義德
- 三村 香織 - 中村優子
- 木戸 光照 - 山西惇
- 太田 雄一 - 落合扶樹
- 菊田 武夫 - 阿南健治
- 菊田 美枝 - 熊谷真實
- 古田 孝司 - 拉沙爾石井
- 村尾 長治 - 徳井優
- 野沢 寛 - 皆川猿時
- 田島 健一 - 井上肇
- 佐野 繁理 - 佐藤涼平（孩童：坂口湧久）
- 佐野 玲子 - 渡邊優奈（孩童：新井美羽）
- 佐野 エン - 佐佐木澄江(只有相片)
- 宮下 康平 - 寺田農

## 工作人員
- 編劇 - 尾崎將也
- 原作 = 佐田雅志『ちゃんぽん食べたかっ！』[3]
- 導演 - 清水一彦、川野秀昭
- 音樂 - 渡邊俊幸
- 制作統籌 - 真鍋齊、谷口卓敬（NHK）

## 播出日程
| 集數 | 播出日期 | 標題 （日文原標題） | 導演     | 備注                          |
| ---- | -------- | ------------------- | -------- | ----------------------------- |
| 1    | 5月30日  | 離開遙遠的故鄉      | 清水一彦 | 放送時間改變（23:00 - 23:44） |
| 2    | 6月6日   | 小型革命            | 清水一彦 |                               |
| 3    | 6月13日  | 各自的認真          | 清水一彦 |                               |
| 4    | 6月20日  | 站在十字路口之時    | 川野秀昭 |                               |
| 5    | 6月27日  | 生存的意義          | 川野秀昭 |                               |
| 6    | 7月4日   | 母親的眼淚          | 川野秀昭 |                               |
| 7    | 7月18日  | 真正想做的事是      | 清水一彦 |                               |
| 8    | 7月25日  | 青春的日子再見      | 川野秀昭 |                               |
| 9    | 8月1日   | 邁向明日之門        | 清水一彦 |                               |